# Porcellio ocellatus
Porcellio ocellatus är en kräftdjursart som beskrevs av Gustav Budde-Lund 1879. Porcellio ocellatus ingår i släktet Porcellio och familjen Porcellionidae. Inga underarter finns listade i Catalogue of Life.